# Kikinda
Kikinda er en by i det nordøstlige Serbien, med et indbyggertal (pr. 2002) på cirka 42.000. Byen er hovedstad i distriktet Nord-Banat, og ligger i den autonome provins Vojvodina.
45°50′N 20°27′Ø / 45.833°N 20.450°Ø
- Wikimedia Commons har flere filer relateret til Kikinda